# Sonia Aselah
Sonia Aselah –en árabe, صونيا عسلة– (Tizi Ouzou, 20 de agosto de 1991) es una deportista argelina que compite en judo. Ganó dos medallas en los Juegos Panafricanos en los años 2011 y 2015, y dieciocho medallas en el Campeonato Africano de Judo entre los años 2010 y 2022.

## Palmarés internacional
| Juegos Panafricanos | Juegos Panafricanos               | Juegos Panafricanos | Juegos Panafricanos |
| Año                 | Lugar                             | Medalla             | Categoría           |
| ------------------- | --------------------------------- | ------------------- | ------------------- |
| 2011                | Maputo (Mozambique)               | Medalla de plata    | +78 kg              |
| 2015                | Brazzaville (República del Congo) | Medalla de plata    | +78 kg              |
| Campeonato Africano |                                   |                     |                     |
| Año                 | Lugar                             | Medalla             | Categoría           |
| 2010                | Yaundé (Camerún)                  | Medalla de bronce   | +78 kg              |
| 2010                | Yaundé (Camerún)                  | Medalla de bronce   | Abierta             |
| 2011                | Dakar (Senegal)                   | Medalla de bronce   | +78 kg              |
| 2012                | Agadir (Marruecos)                | Medalla de oro      | +78 kg              |
| 2013                | Maputo (Mozambique)               | Medalla de bronce   | +78 kg              |
| 2014                | Puerto Louis (Mauricio)           | Medalla de oro      | Abierta             |
| 2014                | Puerto Louis (Mauricio)           | Medalla de plata    | +78 kg              |
| 2015                | Libreville (Gabón)                | Medalla de plata    | Abierta             |
| 2015                | Libreville (Gabón)                | Medalla de bronce   | +78 kg              |
| 2016                | Túnez (Túnez)                     | Medalla de plata    | +78 kg              |
| 2016                | Túnez (Túnez)                     | Medalla de plata    | Abierta             |
| 2017                | Antananarivo (Madagascar)         | Medalla de oro      | +78 kg              |
| 2017                | Antananarivo (Madagascar)         | Medalla de plata    | Abierta             |
| 2018                | Túnez (Túnez)                     | Medalla de plata    | +78 kg              |
| 2019                | Ciudad del Cabo (Sudáfrica)       | Medalla de bronce   | +78 kg              |
| 2020                | Antananarivo (Madagascar)         | Medalla de plata    | +78 kg              |
| 2021                | Dakar (Senegal)                   | Medalla de plata    | +78 kg              |
| 2022                | Orán (Argelia)                    | Medalla de bronce   | +78 kg              |